# Biomodelo
Biomodelos são representações físicas tridimensionais criadas a partir de exames de imagem médica, como tomografias computadorizadas (TC) e ressonâncias magnéticas (RM). Esses modelos oferecem detalhes anatômicos precisos e podem ser utilizados para planejar cirurgias, estudar condições médicas e facilitar a comunicação entre profissionais de saúde e pacientes.
Os biomodelos desempenham um papel crucial no planejamento de procedimentos médicos complexos. Eles permitem que os médicos visualizem e manipulem estruturas anatômicas de forma tridimensional, proporcionando uma compreensão mais detalhada da área em estudo. Essa abordagem pode reduzir riscos cirúrgicos, como danos a tecidos adjacentes ou sangramentos em áreas críticas, e melhorar a precisão dos procedimentos.
Além do planejamento cirúrgico, os biomodelos auxiliam na comunicação com os pacientes, oferecendo uma representação tangível que facilita a explicação de diagnósticos e tratamentos. Isso contribui para uma maior confiança e compreensão do paciente sobre sua condição de saúde.

## Processo de Produção
A criação de biomodelos começa com a obtenção de imagens médicas no formato DICOM, geradas por exames como TC ou RM. Essas imagens são processadas em softwares especializados, onde as estruturas anatômicas de interesse são segmentadas e convertidas em modelos tridimensionais. Os dados resultantes são então enviados para uma impressora 3D, que transforma o modelo digital em um objeto físico, geralmente utilizando materiais como resinas, polímeros ou outros compostos adequados à aplicação clínica.

## Limitações
Embora sejam ferramentas valiosas, os biomodelos não substituem os exames de imagem tradicionais. O diagnóstico médico continua a depender da análise criteriosa de imagens bidimensionais. Os biomodelos complementam essas análises, fornecendo uma camada adicional de detalhe para casos específicos.

## Aplicações e Perspectivas Futuras
Os biomodelos estão se tornando uma prática comum em hospitais e clínicas ao redor do mundo, especialmente em áreas como cirurgia cardíaca, ortopedia, neurocirurgia e oncologia. Além disso, o avanço das tecnologias de impressão 3D e a integração com sistemas de inteligência artificial prometem expandir as possibilidades de uso, tornando os biomodelos ainda mais acessíveis e precisos.